# 黒木哲徳
黒木 哲徳（くろぎ てつのり、1944年 - ）は、日本の数学者、理学博士。福井大学名誉教授。専門は算数・数学教育、幾何学（微分幾何、位相幾何学）。
宮崎県生まれ。九州大学理学部数学科卒業。九州大学大学院理学研究科修士課程修了。九州大学、名古屋大学の理学部勤務、福井大学教育地域科学部教授を経て、南九州大学教授、福井大学名誉教授。理学博士（名古屋大学）。
博士論文は1983年、名古屋大学より、論文の題は「Isometry invariant closed geodesic on a nonpositively curved manifold (非正曲率多様体上の等長不変閉測地線) 」。
2022年、瑞宝中綬章受章。

## 略歴
- 1944年　宮崎県に生まれる
- 1966年　九州大学理学部数学科卒業
- 1968年　九州大学大学院理学研究科修士課程修了
- 2000年4月～2003年9月　福井大学／副学長（医科大学との統合により途中退任）
- 2003年10月～2004年3月　福井大学／学長補佐（医科大学との統合後）
- 2004年4月～2008年3月　福井大学教育地域科学部／学部長（同大学院教育学研究科／科長）
- 2005年12月～上海師範大学客座教授
- 2009年4月～　南九州大学教授、福井大学名誉教授

## 著作
- TEXT 線形代数 黒木哲徳、 小野田信春 (1991/3/20)
- なっとくする数学記号 (なっとくシリーズ) 黒木哲徳 (2001/9/20)
- 入門算数学 黒木哲徳 (2009/2)
- 基礎から学ぶ線形代数 黒木哲徳、小野田信春、古閑義之、 芹生正史 (2010/4/6)